# Curieux Bégin
Curieux Bégin est une émission de télévision québécoise animée par Christian Bégin, produite par Zone 3, et diffusée depuis le 14 septembre 2007 à Télé-Québec.

## Récompenses
En 2013, Christian Bégin a reçu le prix Gémeaux de la Meilleure animation : magazine de services, culturel.